# Sergej Voronoff
Sergej Voronoff (rusky Сергей Абрамович Воронов; před 10. červencem 1866 nedaleko Voroněže, Ruské impérium jako Samuel Voronoff – 3. září 1951 Lausanne, Švýcarsko) byl ve Francii působící chirurg ruského původu, průkopník v oblasti xenotransplantací.

## Život
Narodil se do rodiny subbotniků ve vsi nedaleko Voroněže krátce před 10. červencem 1866 (den obřízky v synagoze). V osmnácti letech emigroval do France, kde zahájil studia medicíny. Když mu bylo v roce 1895 dvacet devět let, obdržel francouzské občanství. Studoval u francouzského chirurga, biologa, zastánce eugeniky a nositele Nobelovy ceny Alexise Carrela, od kterého se naučil chirurgické techniky transplantací. Mezi lety 1896 a 1910 pracoval v Egyptě a měl příležitost studovat degenerativní důsledky kastrace eunuchů. Výsledky pozorování později využil při vypracování omlazovacích postupů.